# Antoni Winter
Antoni Winter (ur. 23 maja 1910 w Siedlcach, zm. 16 października 1988) – polski nauczyciel, działacz turystyczny i regionalista związany z Siedlcami.

## Życiorys
Pochodził z rodziny robotniczej. Uczęszczał do Liceum im. Stefana Żółkiewskiego w Siedlcach, w 1936 ukończył studia historyczne na Uniwersytecie Warszawskim. Od 1938 do wybuchu wojny pracował jako nauczyciel w siedleckim gimnazjum i Liceum Biskupim. W okresie wojennym pracował w zarządzie miejskim, starając się pomóc dotkniętej szkodami ludności cywilnej, w tym wysiedlonym z Zamojszczyzny; dla dzieci wysiedleńców zorganizował Zakład Opieki w Siedlcach.
Po II wojnie do 1952 pracował w Liceum Biskupim w Siedlcach, od 1952 do przejścia na emeryturę w 1971 - w Technikum Mechanicznym w Siedlcach
Działał w szeregu organizacji kulturalno-społecznych: Polskim Czerwonym Krzyżu, Polskim Towarzystwie Historycznym, Towarzystwie Miłośników Podlasia; był społecznym opiekunem zabytków w regionie siedleckim. Przede wszystkim związany był jednak z Polskim Towarzystwem Turystyczno-Krajoznawczym. W ciągu 30 lat pracy w PTTK, zarówno w oddziale, jak i zarządzie wojewódzkim (od 1975), dał się poznać jako ofiarny działacz. Był m.in. przewodniczącym Oddziałowej Komisji Społecznych Opiekunów Zabytków, jednym z pierwszych społecznych przewodników PTTK, członkiem Wojewódzkiego Sądu Koleżeńskiego (od 1975).
Ogłosił m.in. monografię historyczną Dzieje Siedlec 1448–1918 oraz kilka artykułów historycznych w pismach regionalnych i prasie.
Jego nazwisko nosi ulica na osiedlu Roskosz w Siedlcach.

## Odznaczenia
Był odznaczony m.in. Krzyżem Kawalerskim Orderu Odrodzenia Polski, Złotym Krzyżem Zasługi, Medalem Komisji Edukacji Narodowej, złotą odznaką Związku Nauczycielstwa Polskiego oraz odznaką "Zasłużony Działacz Kultury".